# Granès
Granès é uma comuna francesa na região administrativa de Occitânia, no departamento de Aude. Estende-se por uma área de 0.54 km². Em 2010 a comuna tinha 96 habitantes (densidade: 17,8 hab./km²).1 hab/km².